# Josep Bonet i Segura
Josep Bonet i Segura   (Almoines, 24 d'agost de 1951 - Oliva, 14 de gener de 2020) va ser un poeta valencià.
Es va donar a conèixer com a poeta a partir de la publicació de Carn fresca: poesia valenciana jove (1974), editada por Amadeu Fabregat a l'Editorial Estel. S'identificava en el grup conegut com a Generació dels Setanta, on també hi havia Josep Piera, Rafael Ventura-Melià, Marc Granell, Salvador Jàfer o Joan Navarro, entre d'altres. Va ser un dels components del consell de redacció de la revista de literatura Cairell (1979-1981).
Després de la publicació dels poemes d'aquesta antologia i una breu obra, Getsemaní (València: Edicions de la Guerra, 1987), pràcticament no va publicar més poemes. Això no obstant, moltes antologies posteriors, des de la del Price Congrés (1977) passant per la d'Altaió i Sala-Valldaura (2018), fins a la més recent, Gandia, capital literària. Antologia de textos actuals de la Safor-Valldigna (edició de J. Capilla i M. Climent, Gandia: Lletra Impresa, 2018, volum II), han inclòs mostres de la seua obra.
Va treballar en publicitat, i també va fer guions de cinema, lletres de cançons, prosa administrativa i traduccions. L'abril del 1981 va ingressar per oposició a treballar de traductor en la Diputació Provincial de València i posteriorment en el Consell Valencià de Cultura. Els últims vint anys va viure a Oliva.